# Kroatien i olympiska sommarspelen 2020
Kroatien deltog med en trupp på 60 idrottare vid de olympiska sommarspelen 2020 i Tokyo som hölls mellan den 23 juli och 8 augusti 2021 efter att ha blivit framflyttad ett år på grund av coronaviruspandemin.

## Medaljörer
| Medalj | Namn                            | Sport     | Gren                        | Datum     |
| ------ | ------------------------------- | --------- | --------------------------- | --------- |
| Guld   | Matea Jelić                     | Taekwondo | Damernas 67 kg              | 26 juli   |
| Guld   | Martin Sinković Valent Sinković | Rodd      | Herrarnas tvåa utan styrman | 29 juli   |
| Guld   | Mate Pavić Nikola Mektić        | Tennis    | Herrdubbel                  | 30 juli   |
| Silver | Marin Čilić Ivan Dodig          | Tennis    | Herrdubbel                  | 30 juli   |
| Silver | Tonči Stipanović                | Segling   | Herrarnas laser             | 1 augusti |
| Silver | Tin Srbić                       | Gymnastik | Herrarnas räck              | 3 augusti |
| Brons  | Toni Kanaet                     | Taekwondo | Herrarnas 80 kg             | 26 juli   |
| Brons  | Damir Martin                    | Rodd      | Herrarnas singelsculler     | 30 juli   |

## Bordtennis
| Idrottare                                         | Gren                 | Inledande omgång     | Omgång 1             | Omgång 2             | Omgång 3             | Åttondelsfinal         | Kvartsfinal          | Semifinal            | Final / BM           | Final / BM       |
| Idrottare                                         | Gren                 | Motståndare Resultat | Motståndare Resultat | Motståndare Resultat | Motståndare Resultat | Motståndare Resultat   | Motståndare Resultat | Motståndare Resultat | Motståndare Resultat | Placering        |
| ------------------------------------------------- | -------------------- | -------------------- | -------------------- | -------------------- | -------------------- | ---------------------- | -------------------- | -------------------- | -------------------- | ---------------- |
| Andrej Gaćina                                     | Herrsingel           | Bye                  | Fanny (TOG) W 4–0    | Lebesson (FRA) L 0–4 | Gick inte vidare     | Gick inte vidare       | Gick inte vidare     | Gick inte vidare     | Gick inte vidare     | Gick inte vidare |
| Tomislav Pucar                                    | Herrsingel           | Bye                  | Bye                  | Tokić (SLO) L 0–4    | Gick inte vidare     | Gick inte vidare       | Gick inte vidare     | Gick inte vidare     | Gick inte vidare     | Gick inte vidare |
| Andrej Gaćina Frane Tomislav Kojić Tomislav Pucar | Herrarnas lagtävling | —                    | —                    | —                    | —                    | Kinesiska Taipei L 0–3 | Gick inte vidare     | Gick inte vidare     | Gick inte vidare     | Gick inte vidare |

## Boxning
| Idrottare      | Gren                    | Sextondelsfinal        | Åttondelsfinal       | Kvartsfinal          | Semifinal            | Final                | Final            |
| Idrottare      | Gren                    | Motståndare Resultat   | Motståndare Resultat | Motståndare Resultat | Motståndare Resultat | Motståndare Resultat | Placering        |
| -------------- | ----------------------- | ---------------------- | -------------------- | -------------------- | -------------------- | -------------------- | ---------------- |
| Luka Plantić   | Herrarnas lätt tungvikt | Al-Hindawi (JOR) W 3–2 | Romero (MEX) L 1–4   | Gick inte vidare     | Gick inte vidare     | Gick inte vidare     | Gick inte vidare |
| Nikolina Čačić | Damernas fjädervikt     | Ramirez (USA) W 5–0    | Veyre (CAN) L 0–5    | Gick inte vidare     | Gick inte vidare     | Gick inte vidare     | Gick inte vidare |

## Brottning
Grekisk-romersk stil
| Idrottare      | Gren            | Åttondelsfinal           | Kvartsfinal           | Semifinal            | Återkval             | Final / BM               | Final / BM |
| Idrottare      | Gren            | Motståndare Resultat     | Motståndare Resultat  | Motståndare Resultat | Motståndare Resultat | Motståndare Resultat     | Placering  |
| -------------- | --------------- | ------------------------ | --------------------- | -------------------- | -------------------- | ------------------------ | ---------- |
| Božo Starčević | Herrarnas 77 kg | Mnatsakanian (BUL) W 3–1 | Geraei (IRI) L 1–3    | Gick inte vidare     | Gick inte vidare     | Gick inte vidare         | 9          |
| Ivan Huklek    | Herrarnas 87 kg | Stefanowicz (USA) W 3–1  | Assakalov (UZB) W 3–1 | Beleniuk (UKR) L 1–3 | Bye                  | Datunashvili (SRB) L 1–3 | 5          |

## Cykling

### Landsväg
| Idrottare   | Gren                | Tid             | Placering       |
| ----------- | ------------------- | --------------- | --------------- |
| Josip Rumac | Herrarnas linjelopp | Fullföljde inte | Fullföljde inte |

## Friidrott
Förkortningar
- Notera– Placeringar avser endast det specifika heatet.
- Q = Tog sig vidare till nästa omgång
- q = Tog sig vidare till nästa omgång som den snabbaste förloraren eller, i teknikgrenarna, genom placering utan att nå kvalgränsen
- i.u. = Omgången fanns inte i grenen
- Bye = Idrottaren behövde inte tävla i omgången

Gång- och löpgrenar
| Idrottare           | Gren             | Final    | Final     |
| Idrottare           | Gren             | Resultat | Placering |
| ------------------- | ---------------- | -------- | --------- |
| Bojana Bjeljac      | Damernas maraton | 2:39.32  | 53        |
| Matea Parlov Koštro | Damernas maraton | 2:33.18  | 21        |

Teknikgrenar
| Idrottare        | Gren                   | Kval    | Kval      | Final            | Final            |
| Idrottare        | Gren                   | Distans | Placering | Distans          | Placering        |
| ---------------- | ---------------------- | ------- | --------- | ---------------- | ---------------- |
| Filip Mihaljević | Herrarnas kulstötning  | 20,67   | 15        | Gick inte vidare | Gick inte vidare |
| Ana Šimić        | Damernas höjdhopp      | 1,86    | 25        | Gick inte vidare | Gick inte vidare |
| Sandra Perković  | Damernas diskus        | 63,75   | 3 q       | 65,01            | 4                |
| Marija Tolj      | Damernas diskus        | 61,48   | 13        | Gick inte vidare | Gick inte vidare |
| Sara Kolak       | Damernas spjutkastning | NM      | —         | Gick inte vidare | Gick inte vidare |

## Gymnastik

### Artistisk
Herrar
| Idrottare | Gren | Kval    | Kval    | Kval    | Kval    | Kval    | Kval    | Kval   | Kval      | Final   | Final   | Final   | Final   | Final   | Final   | Final  | Final     |
| Idrottare | Gren | Redskap | Redskap | Redskap | Redskap | Redskap | Redskap | Totalt | Placering | Redskap | Redskap | Redskap | Redskap | Redskap | Redskap | Totalt | Placering |
| Idrottare | Gren | F       | BH      | Ri      | H       | B       | Rä      | Totalt | Placering | F       | BH      | Ri      | H       | B       | Rä      | Totalt | Placering |
| --------- | ---- | ------- | ------- | ------- | ------- | ------- | ------- | ------ | --------- | ------- | ------- | ------- | ------- | ------- | ------- | ------ | --------- |
| Tin Srbić | Räck | —       | —       | —       | —       | —       | 14,633  | 14,633 | 3 Q       | —       | —       | —       | —       | —       | 14,900  | 14,900 | 2         |

Damer
| Idrottare | Gren       | Kval    | Kval    | Kval    | Kval    | Kval   | Kval      | Final            | Final            | Final            | Final            | Final            | Final            |
| Idrottare | Gren       | Redskap | Redskap | Redskap | Redskap | Totalt | Placering | Redskap          | Redskap          | Redskap          | Redskap          | Totalt           | Placering        |
| Idrottare | Gren       | H       | Ba      | Bo      | F       | Totalt | Placering | H                | Ba               | Bo               | F                | Totalt           | Placering        |
| --------- | ---------- | ------- | ------- | ------- | ------- | ------ | --------- | ---------------- | ---------------- | ---------------- | ---------------- | ---------------- | ---------------- |
| Ana Đerek | Bom        | —       | —       | 11,633  | —       | 11,633 | 74        | Gick inte vidare | Gick inte vidare | Gick inte vidare | Gick inte vidare | Gick inte vidare | Gick inte vidare |
| Ana Đerek | Fristående | —       | —       | —       | 12,433  | 12,433 | 58        | Gick inte vidare | Gick inte vidare | Gick inte vidare | Gick inte vidare | Gick inte vidare | Gick inte vidare |

## Judo
| Idrottare     | Gren            | Sextondelsfinal           | Åttondelsfinal           | Kvartsfinal            | Semifinal            | Återkval               | Final / BM              | Final / BM       |
| Idrottare     | Gren            | Motståndare Resultat      | Motståndare Resultat     | Motståndare Resultat   | Motståndare Resultat | Motståndare Resultat   | Motståndare Resultat    | Placering        |
| ------------- | --------------- | ------------------------- | ------------------------ | ---------------------- | -------------------- | ---------------------- | ----------------------- | ---------------- |
| Barbara Matić | Damernas 70 kg  | Bye                       | Timo (POR) W 10–00       | Polleres (AUT) L 00–01 | Gick inte vidare     | Bellandi (ITA) W 10–00 | Taimazova (ROC) L 00–01 | 5                |
| Karla Prodan  | Damernas 78 kg  | Peković (MNE) W 01–00     | Antomarchi (CUB) L 00–01 | Gick inte vidare       | Gick inte vidare     | Gick inte vidare       | Gick inte vidare        | Gick inte vidare |
| Ivana Maranić | Damernas +78 kg | Jablonskytė (LTU) L 00–11 | Gick inte vidare         | Gick inte vidare       | Gick inte vidare     | Gick inte vidare       | Gick inte vidare        | Gick inte vidare |

## Kanotsport

### Slalom
| Idrottare      | Gren          | Kvalomgång | Kvalomgång | Kvalomgång | Kvalomgång | Kvalomgång | Kvalomgång | Semifinal | Semifinal | Final            | Final            |
| Idrottare      | Gren          | Åk 1       | Placering  | Åk 2       | Placering  | Bästa      | Placering  | Tid       | Placering | Tid              | Placering        |
| -------------- | ------------- | ---------- | ---------- | ---------- | ---------- | ---------- | ---------- | --------- | --------- | ---------------- | ---------------- |
| Matija Marinić | Herrarnas C-1 | 100,33     | 5          | 101,66     | 5          | 100,33     | 5          | 109,94    | 11        | Gick inte vidare | Gick inte vidare |

### Sprint
| Idrottare             | Gren               | Heat     | Heat      | Kvartsfinal | Kvartsfinal | Semifinal        | Semifinal        | Final            | Final            |
| Idrottare             | Gren               | Tid      | Placering | Tid         | Placering   | Tid              | Placering        | Tid              | Placering        |
| --------------------- | ------------------ | -------- | --------- | ----------- | ----------- | ---------------- | ---------------- | ---------------- | ---------------- |
| Vanesa Tot            | Damernas C-1 200 m | 49,280   | 6 QF      | 48,375      | 5           | Gick inte vidare | Gick inte vidare | Gick inte vidare | Gick inte vidare |
| Anamaria Govorčinović | Damernas K-1 200 m | 42,901   | 3 QF      | 43,307      | 3           | Gick inte vidare | Gick inte vidare | Gick inte vidare | Gick inte vidare |
| Anamaria Govorčinović | Damernas K-1 500 m | 1.52,015 | 5 QF      | 1.53,967    | 4           | Gick inte vidare | Gick inte vidare | Gick inte vidare | Gick inte vidare |

Teckenförklaring: FA = Kvalificerad för final (medalj); FB = Kvalificerad för B-final (ingen medalj)

## Karate
| Idrottare   | Gren             | Gruppspel            | Gruppspel             | Gruppspel             | Gruppspel            | Gruppspel | Semifinal            | Final                | Final            |
| Idrottare   | Gren             | Motståndare Resultat | Motståndare Resultat  | Motståndare Resultat  | Motståndare Resultat | Placering | Motståndare Resultat | Motståndare Resultat | Placering        |
| ----------- | ---------------- | -------------------- | --------------------- | --------------------- | -------------------- | --------- | -------------------- | -------------------- | ---------------- |
| Ivan Kvesić | Herrarnas +75 kg | Hamedi (KSA) W 3–2   | Ganjzadeh (IRI) L 1–3 | Gaysinsky (CAN) L 1–4 | Irr (USA) W 3–1      | 3         | Gick inte vidare     | Gick inte vidare     | Gick inte vidare |

## Rodd
| Idrottare                       | Gren                        | Heat    | Heat      | Återkval | Återkval  | Kvartsfinal | Kvartsfinal | Semifinal | Semifinal | Final   | Final     |
| Idrottare                       | Gren                        | Tid     | Placering | Tid      | Placering | Tid         | Placering   | Tid       | Placering | Tid     | Placering |
| ------------------------------- | --------------------------- | ------- | --------- | -------- | --------- | ----------- | ----------- | --------- | --------- | ------- | --------- |
| Damir Martin                    | Herrarnas singelsculler     | 7.09,17 | 1 QF      | Bye      | Bye       | 7.17,71     | 1 SA/B      | 6.45,27   | 2 FA      | 6.42,58 | 3         |
| Martin Sinković Valent Sinković | Herrarnas tvåa utan styrman | 6.32,41 | 1 SA/B    | Bye      | Bye       | —           | —           | 6.15,63   | 1 FA      | 6.15,29 | 1         |

Teckenförklaring: FA= A-final (medalj); FB=B-final (ingen medalj); FC= C-final (ingen medalj); FD= D-final (ingen medalj); FE=E-final (ingen medalj); FF=F-final (ingen medalj); SA/B=Semifinal A/B; SC/D=Semifinal C/D; SE/F=Semifinal E/F; QF=Kvartsfinal; R=Återkval

## Segling
| Idrottare                    | Gren                  | Race | Race | Race | Race | Race | Race | Race | Race | Race | Race | Race | Race | Race | Poäng | Placering |
| Idrottare                    | Gren                  | 1    | 2    | 3    | 4    | 5    | 6    | 7    | 8    | 9    | 10   | 11   | 12   | M*   | Poäng | Placering |
| ---------------------------- | --------------------- | ---- | ---- | ---- | ---- | ---- | ---- | ---- | ---- | ---- | ---- | ---- | ---- | ---- | ----- | --------- |
| Tonči Stipanović             | Herrarnas laser       | 15   | 6    | 3    | 22   | 13   | 4    | 5    | 11   | 7    | 10   | —    | —    | 8    | 82    | 2         |
| Mihovil Fantela Šime Fantela | Herrarnas 49er        | 4    | 14   | 8    | 13   | 13   | 6    | 14   | 3    | DSQ  | 1    | 10   | 2    | 1    | 106   | 8         |
| Elena Vorobeva               | Damernas laser radial | 11   | 2    | 13   | 41   | 16   | 15   | 7    | 21   | 18   | 23   | —    | —    | EL   | 126   | 12        |

M = Medaljrace; EL = Utslagen – gick inte vidare till medaljracet; DSQ = Diskvalificerad

## Simning
| Idrottare       | Gren                      | Heat    | Heat      | Semifinal        | Semifinal        | Final            | Final            |
| Idrottare       | Gren                      | Tid     | Placering | Tid              | Placering        | Tid              | Placering        |
| --------------- | ------------------------- | ------- | --------- | ---------------- | ---------------- | ---------------- | ---------------- |
| Nikola Miljenić | Herrarnas 50 m frisim     | 22,14   | =19       | Gick inte vidare | Gick inte vidare | Gick inte vidare | Gick inte vidare |
| Nikola Miljenić | Herrarnas 100 m frisim    | 49,25   | 28        | Gick inte vidare | Gick inte vidare | Gick inte vidare | Gick inte vidare |
| Nikola Miljenić | Herrarnas 100 m fjärilsim | 52.68   | 40        | Gick inte vidare | Gick inte vidare | Gick inte vidare | Gick inte vidare |
| Ema Rajić       | Damernas 50 m frisim      | 26,49   | =45       | Gick inte vidare | Gick inte vidare | Gick inte vidare | Gick inte vidare |
| Ema Rajić       | Damernas 100 m bröstsim   | 1.10,02 | 33        | Gick inte vidare | Gick inte vidare | Gick inte vidare | Gick inte vidare |

## Skytte
| Idrottare                   | Gren                              | Kval  | Kval      | Semifinal        | Semifinal        | Final            | Final            |
| Idrottare                   | Gren                              | Poäng | Placering | Poäng            | Placering        | Poäng            | Placering        |
| --------------------------- | --------------------------------- | ----- | --------- | ---------------- | ---------------- | ---------------- | ---------------- |
| Josip Glasnović             | Herrarnas trap                    | 120   | 22        | —                | —                | Gick inte vidare | Gick inte vidare |
| Petar Gorša                 | Herrarnas 10 m luftgevär          | 626,5 | 16        | —                | —                | Gick inte vidare | Gick inte vidare |
| Petar Gorša                 | Herrarnas 50 m gevär 3 positioner | 1 176 | 7 Q       | —                | —                | 427,2            | 5                |
| Miran Maričić               | Herrarnas 10 m luftgevär          | 625,0 | 25        | —                | —                | Gick inte vidare | Gick inte vidare |
| Miran Maričić               | Herrarnas 50 m gevär 3 positioner | 1 178 | 5 Q       | —                | —                | 416,2            | 6                |
| Snježana Pejčić             | Damernas 10 m luftgevär           | 622,6 | 31        | —                | —                | Gick inte vidare | Gick inte vidare |
| Snježana Pejčić             | Damernas 50 m gevär 3 positioner  | 1 169 | 10        | —                | —                | Gick inte vidare | Gick inte vidare |
| Petar Gorša Snježana Pejčić | Mixedlag 10 m luftgevär           | 624,2 | 17        | Gick inte vidare | Gick inte vidare | Gick inte vidare | Gick inte vidare |

## Taekwondo
| Idrottare      | Gren                         | Åttondelsfinal         | Kvartsfinal            | Semifinal              | Återkval               | Final / BM               | Final / BM       |
| Idrottare      | Gren                         | Motståndare Resultat   | Motståndare Resultat   | Motståndare Resultat   | Motståndare Resultat   | Motståndare Resultat     | Placering        |
| -------------- | ---------------------------- | ---------------------- | ---------------------- | ---------------------- | ---------------------- | ------------------------ | ---------------- |
| Toni Kanaet    | Herrarnas mellanvikt (80 kg) | Martínez (ESP) W 21–15 | Chramtsov (ROC) L 0–22 | Gick inte vidare       | Sawadogo (BUR) W 30–10 | Rafalovich (UZB) W 24–18 | 3                |
| Ivan Šapina    | Herrarnas tungvikt (+80 kg)  | Sansores (MEX) W 6–4   | Sun Hy (CHN) L 6–8     | Gick inte vidare       | Gick inte vidare       | Gick inte vidare         | Gick inte vidare |
| Kristina Tomić | Damernas flugvikt (49 kg)    | Ramírez (COL) L 5–25   | Gick inte vidare       | Gick inte vidare       | Gick inte vidare       | Gick inte vidare         | Gick inte vidare |
| Matea Jelić    | Damernas mellanvikt (67 kg)  | Lee (HAI) W 22–2       | Titoneli (BRA) W 30–9  | McPherson (USA) W 15–4 | Bye                    | Williams (GBR) W 25–22   | 1                |

## Tennis
Herrar
| Idrottare                | Gren   | 32-delsfinal                            | Sextondelsfinal                        | Åttondelsfinal                                 | Kvartsfinal                                      | Semifinal                            | Final / BM                              | Final / BM       |
| Idrottare                | Gren   | Motståndare Resultat                    | Motståndare Resultat                   | Motståndare Resultat                           | Motståndare Resultat                             | Motståndare Resultat                 | Motståndare Resultat                    | Placering        |
| ------------------------ | ------ | --------------------------------------- | -------------------------------------- | ---------------------------------------------- | ------------------------------------------------ | ------------------------------------ | --------------------------------------- | ---------------- |
| Marin Čilić              | Singel | Menezes (BRA) W 6–7(5–7), 7–5, 7–6(9–7) | Carreño (ESP) L 7–5, 4–6, 4–6          | Gick inte vidare                               | Gick inte vidare                                 | Gick inte vidare                     | Gick inte vidare                        | Gick inte vidare |
| Marin Čilić Ivan Dodig   | Dubbel | —                                       | Daniel / Nishioka (JPN) W 6–2, 6–4     | Ram / Tiafoe (USA) W 6–3, 7–5                  | Murray / Salisbury (GBR) W 4–6, 7–6(7–2), [10–7] | Daniell / Venus (NZL) W 6–2, 6–2     | Mektić / Pavić (CRO) L 4–6, 6–3, [6–10] | 2                |
| Nikola Mektić Mate Pavić | Dubbel | —                                       | Demoliner / Melo (BRA) W 7–6(8–6), 6–4 | Musetti / Sonego (ITA) W 7–5, 6–7(5–7), [10–7] | McLachlan / Nishikori (JPN) W 6–3, 6–3           | Krajicek / Sandgren (USA) W 6–4, 6–4 | Čilić / Dodig (CRO) W 6–4, 3–6, [10–6]  | 1                |

Damer
| Idrottare                | Gren   | 32-delsfinal                      | Sextondelsfinal                                          | Åttondelsfinal                                           | Kvartsfinal                                              | Semifinal                                                | Final / BM                                               | Final / BM                                               |
| Idrottare                | Gren   | Motståndare Resultat              | Motståndare Resultat                                     | Motståndare Resultat                                     | Motståndare Resultat                                     | Motståndare Resultat                                     | Motståndare Resultat                                     | Placering                                                |
| ------------------------ | ------ | --------------------------------- | -------------------------------------------------------- | -------------------------------------------------------- | -------------------------------------------------------- | -------------------------------------------------------- | -------------------------------------------------------- | -------------------------------------------------------- |
| Donna Vekić              | Singel | Garcia (FRA) W 6–2, 6–7(2–7), 6–3 | Sabalenka (BLR) W 6–4, 3–6, 7–6(7–3)                     | Rybakina (KAZ) L 6–7(3–7), 4–6                           | Gick inte vidare                                         | Gick inte vidare                                         | Gick inte vidare                                         | Gick inte vidare                                         |
| Darija Jurak Donna Vekić | Dubbel | —                                 | Drog sig ur efter att Jurak testat positivt för covid-19 | Drog sig ur efter att Jurak testat positivt för covid-19 | Drog sig ur efter att Jurak testat positivt för covid-19 | Drog sig ur efter att Jurak testat positivt för covid-19 | Drog sig ur efter att Jurak testat positivt för covid-19 | Drog sig ur efter att Jurak testat positivt för covid-19 |

Mix
| Idrottare               | Gren   | Åttondelsfinal                                    | Kvartsfinal          | Semifinal            | Final / BM           | Final / BM       |
| Idrottare               | Gren   | Motståndare Resultat                              | Motståndare Resultat | Motståndare Resultat | Motståndare Resultat | Placering        |
| ----------------------- | ------ | ------------------------------------------------- | -------------------- | -------------------- | -------------------- | ---------------- |
| Darija Jurak Ivan Dodig | Dubbel | Pavljutjenkova / Rubljov (ROC) L 7–5, 4–6, [9–11] | Gick inte vidare     | Gick inte vidare     | Gick inte vidare     | Gick inte vidare |